# 塞勒 (多尔多涅省)
塞勒（法語：Celles，法語發音：[sɛl] ⓘ）是法国多尔多涅省的一个市镇，属于佩里格区。

## 地理
塞勒（45°17'49"N, 0°24'44"E）面积27.83 平方千米，位于法国新阿基坦大区多爾多涅省，该省份为法国西南部内陆省份，是法國本土面积第三大的省，大致对应佩里戈尔地区，北起顺时针与夏朗德省、上维埃纳省、科雷兹省、洛特省、洛特-加龙省、吉倫特省和滨海夏朗德省接壤。
与塞勒接壤的市镇（或旧市镇、城区）包括：迈松堡、德罗讷河畔圣梅阿尔、贝尔特里克-比雷、库蒂尔、大布拉萨克、维勒图雷、圣维克托。

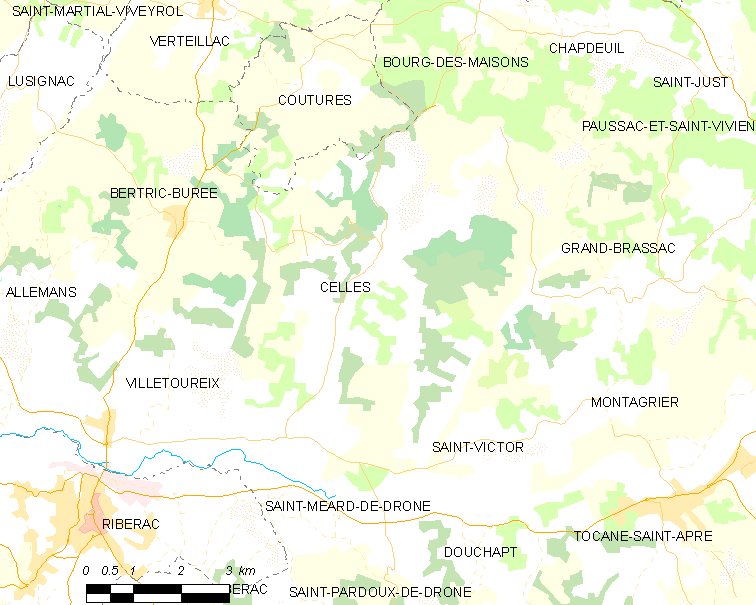
的OSM定位图

塞勒的时区为UTC+01:00、UTC+02:00（夏令时）。

## 行政
塞勒的邮政编码为24600，INSEE市镇编码为24090。

## 政治
塞勒所属的省级选区为里贝拉克县。

## 人口

1962-2008年间人口变化图示

塞勒于2022年1月1日时的人口数量为611人。